# Michaił Zimianin
Michaił Zimianin, ros. Михаи́л Васи́льевич Зимя́нин (ur. 8 listopada?/21 listopada 1914 w Witebsku, zm. 1 maja 1995 w Moskwie) – radziecki działacz państwowy, I sekretarz Komunistycznej Partii Białorusi (1953), sekretarz KC KPZR (1976–1987), Bohater Pracy Socjalistycznej (1974). 

## Życiorys
W latach 1934–1936 pracował jako lektor partyjny, później (1936–1938) odbywał służbę w Armii Czerwonej. Po zakończeniu służby pracował jako komsomolec, w latach 1940–1946 I sekretarz KC Komsomołu Białorusi, podczas wojny z Niemcami uczestnik ruchu partyzanckiego na Białorusi, bliski współpracownik szefa Centralnego Sztabu Ruchu Partyzanckiego Pantelejmona Ponomarienki, później żołnierz frontowy. W 1946 roku został mianowany ministrem oświaty Białoruskiej SRR. Od 1947 roku pracował jako sekretarz, później II sekretarz Komunistycznej Partii Białorusi. 
Był ambasadorem ZSRR w Wietnamie w 1956–1958 i Czechosłowacji w 1960–1965.
W 1965 roku objął stanowisko redaktora naczelnego „Prawdy”, które sprawował do 1976 roku. W latach 1976–1987 pracował jako sekretarz KC KPZR. Deputowany do Rady Najwyższej ZSRR 2–3 i od 7 do 9 kadencji.
W 1980 roku uczestniczył jako przedstawiciel Politbiura w pogrzebie Piotra Maszerowa.

## Odznaczenia
- Medal Sierp i Młot Bohatera Pracy Socjalistycznej (20 listopada 1974)
- Order Lenina (trzykrotnie)
- Order Czerwonego Sztandaru (15 sierpnia 1944)
- Order Czerwonego Sztandaru Pracy (20 listopada 1964)
- Order Wojny Ojczyźnianej I klasy